# Isabel Blanco
Isabel Blanco (født 10. maj 1979 i Bergen) er en norsk håndboldspiller, som for øjeblikket spiller for Halden HK, hvortil hun skiftede fra FC Midtjylland Håndbold i sommerpausen 2011. Hun har tidligere spillet for Club El Ferrobus Mislata, Kjøkkelvik, Nordnes, Tertnes, Aalborg DH og Vadmyra.  Hun har tidligere spillet for Larvik HK som nr. 5.
Hun har pr. 5. marts 2009 spillet 70 landskampe for det norske landshold, scoret 144 mål og var med til at vinde guldmedalje under EM i 2004. I 2005 var hun med til at vinde DM-sølv i den danske liga, mens hun vandt bronze i 2006, samtidig med, at hun blev kåret til årets holdspiller. Ved siden af håndbolden har Blanco studeret ved kunstskolen i Aalborg og voksede op ved Kjøkkelvik i Loddefjord udenfor Bergen.
Udenfor håndbolden har Blanco studeret ved kunstskolen i Aalborg og voksede op ved Kjøkkelvik i Loddefjord udenfor Bergen. Hendes far hedder Fernando Blanco, og er en tidligere spansk fodboldspiller som spillede for Brann i begyndelsen af 1970'erne.

## Landsholdet
Hun vandt en guldmedalje ved EM 2004 med norges håndboldlandshold og igen i 2008.

## Klubkarriere
Blanco har tidligere spillet for klubberne Kjøkkelvik, Vadmyra, Nordnes, Tertnes, Club El Ferrobus Mislata og Aalborg DH. Hun vandt en sølvmedalje i de danske mesterskaber i 2005 og 2008, og en sølvmedalje i 2006, hvor hun blev kåret som Pivot of the Yeari den danske håndboldliga.

## Personlige liv
Hendes far er spansk, men med undtagelse af det år hvor hun spillede for Club El Ferrobus Mislata har hun ikke været i Spanien.
Blanco er en ivrig maler og fotograf, og har ved flere lejligheder udtalt at hun gerne vil have det som karriere efter håndbold. Blanco har også sin egen hjemmeside hvor hun sælge rmalerierne´.

## Meritter med landsholdet
- EM 2004 –  Guld
- VM 2005 – 9.plads
- EM 2008 –  Guld